# Holzgauer Muttekopf
Holzgauer Muttekopf – szczyt w Alpach Algawskich, części Alp Bawarskich. Leży w Austrii w Tyrolu, przy granicy z Niemcami.